# Natalja Kruszelnicka
Natalja Engielinowna Kruszelnicka (ros. Наталья Энгелиновна Крушельницкая; ukr. Наталія Євгенівна Крушельницка, Natalija Jewheniwna  Kruszelnycka; ur. 4 sierpnia 1959 w Kijowie) – radziecka kolarka torowa, brązowa medalistka mistrzostw świata.

## Kariera
Największy sukces w karierze Natalja Kruszelnicka osiągnęła w 1985 roku, kiedy zdobyła brązowy medal w sprincie indywidualnym podczas mistrzostw świata w Bassano. W wyścigu tym uległa jedynie Francuzce Isabelle Nicoloso i Amerykance Connie Paraskevin. Ponadto Kruszelnicka wygrała w tej samej konkurencji podczas zawodów w Paryżu w 1987 roku. Nigdy nie startowała na igrzyskach olimpijskich.